# Edward Mannock
Edward Corringham „Mick” Mannock (ur. 24 maja 1887 w Aldershot, zm. 26 lipca 1918 Lestrem Francja), brytyjski pilot myśliwski, jeden z czołowych brytyjskich asów okresu I wojny światowej.

## Życiorys
Edward Mannock był synem zawodowego podoficera kawalerii, jednakże trudna sytuacja finansowa rodziny spowodowała, że musiał pracować już od 12 roku życia. Na początku 1914 roku znalazł się w Turcji, gdzie zastał go wybuch I wojny światowej, wkrótce został internowany. W maju 1915 roku udało mu się powrócić do Anglii, gdzie został zmobilizowany. Służbę w armii brytyjskiej rozpoczął w pułku saperów w stopniu szeregowca.
Skierowany na kurs pilotażu w listopadzie 1916 roku otrzymał upragniony dyplom pilota po czym został skierowany do 10 Dywizjonu Szkolnego bazującego we Francji. Jeden z jego lotów szkolnych o mało nie zakończył się tragedią, gdy podczas wychodzenia z lotu nurkowego oderwało się dolne skrzydło w jego myśliwcu Nieuport 17. Mimo ciężkiej sytuacji udało się Mannockowi doprowadzić samolot do lotniska i wylądować. 1 kwietnia 1917 roku otrzymał przydział do 40 Dywizjonu latającego na myśliwcach Nieuport Scout. Pierwszy lot bojowy wykonał 7 maja 1917 i osiągnął swoje pierwsze zwycięstwo powietrzne zestrzeliwując niemiecki balon obserwacyjny. Tego samego dnia śmierć poniósł inny as myśliwski, Albert Ball. 7 czerwca 1917 jego łupem padł pierwszy samolot niemiecki. W uznaniu pierwszych sukcesów w powietrzu w lipcu 1917 awansował na kapitana. Miał wówczas na koncie zestrzelenie 5 wrogich maszyn.
W grudniu 1917 przesiadł się na nowy samolot myśliwski S.E.5. Przez pierwsze trzy miesiące 1918 roku wsławił się zestrzeleniem 36 niemieckich maszyn, za co awansowano go do stopnia majora i w marcu 1918 powierzono dowodzenie 74 Dywizjonu. W lipcu 1918 przejął dowództwo 85 Dywizjonu, gdzie sprawdził się jako doskonały dowódca, pomagając młodym pilotom zdobywać doświadczenie w walce powietrznej. Edward Mannock zginął 26 lipca 1918 roku, kiedy to jego samolot przez nikogo nie atakowany spadł pionowym nurkowaniem między okopami. W 1919 otrzymał pośmiertnie najwyższe brytyjskie odznaczenie Krzyż Wiktorii.
Uzyskał 61 zestrzeleń powietrznych, a według innych źródeł 73. Najprawdopodobniej było ich jeszcze więcej, ponieważ Mannock nie chciał przypisywać sobie zwycięstw wątpliwych. Był skromny, może aż nazbyt lojalny, wskutek czego z listy własnych zwycięstw często wykluczał nawet bezsporne strzały. Na front przybył w wieku 30 lat jak na myśliwca był stary, a do tego prawie nie widział na prawe oko.

## Odznaczenia
- Krzyż Wiktorii
- Distinguished Service Order – trzykrotnie
- Military Cross – dwukrotnie